# Burzava
Burzava (ros. Бурзава) – stacja kolejowa w miejscowości Burzova, w gminie Rzeżyca, na Łotwie. Leży na linii dawnej Kolei Warszawsko-Petersburskiej.